# الروبيان والجمبري غذاء
الجمبري والروبيان هما نوعان من الكائنات البحرية التي يتم استهلاكها في جميع أنحاء العالم. على الرغم من أن الجمبري والروبيان ينتميان إلى رتبتين فرعيتين مختلفتين من عشاريات الأرجل، إلا أنهما متشابهان جدًا في المظهر وغالبًا ما يتم استخدام المصطلحين بالتبادل في الزراعة المائية التجارية والصيد البري. يتم التمييز بينهما في الأدبيات الحديثة حول تربية الأحياء المائية، حيث يتم استخدام مصطلح "روبيان" بشكل متزايد للإشارة إلى الأنواع البحرية من الباليمونيدات (palaemonids) و"جمبري" للإشارة إلى الأنواع البحرية من البينيدات (penaeids).
في المملكة المتحدة، كلمة "روبيان" أكثر شيوعًا في القوائم من كلمة "جمبري"؛ بينما العكس هو الحال في أمريكا الشمالية. يُستخدم مصطلح "روبيان" أيضًا بشكل عام للإشارة إلى أي جمبري كبير، خاصة تلك التي تأتي 15 (أو أقل) للرطل (مثل "روبيان الملك"، والذي يُعرف أحيانًا باسم "جمبري جامبو"). تتبع أستراليا وبعض دول الكومنولث الأخرى هذا الاستخدام البريطاني إلى حد أكبر، حيث تستخدم كلمة "روبيان" بشكل حصري تقريبًا. عندما استخدم الممثل الكوميدي الأسترالي بول هوجان عبارة "سأضع جمبريًا إضافيًا على الشواية من أجلك" في إعلان تلفزيوني أمريكي، كان الهدف جعل ما يقوله أسهل لفهم الجمهور الأمريكي، وبالتالي كان تشويهًا متعمدًا لما قد يقوله الأسترالي عادةً. في بريطانيا، تُسمى القشريات الصغيرة جدًا ذات القشرة البنية "جمبري"، وتُستخدم في صنع جمبري معلب (potted shrimps). كما تُستخدم في أطباق حيث لا تكون المكون الرئيسي. غالبًا ما يتم مواجهة المصطلح الفرنسي crevette في المطاعم.
يُعتبر الجمبري والمأكولات البحرية الأخرى من أكثر مسببات الحساسية الغذائية شيوعًا. تحظر القوانين الغذائية اليهودية، الكشروت، تناول المأكولات البحرية، بما في ذلك الجمبري. وفي الوقت نفسه، في القوانين الغذائية الإسلامية، تسمح مدارس الشافعية والمالكية والحنابلة والجعفرية بتناول الجمبري، بينما لا تسمح المدرسة الحنفية بذلك.

## القيمة الغذائية
كما هو الحال مع المأكولات البحرية الأخرى، يحتوي الجمبري على نسبة عالية من البروتين ولكنه منخفض في الطاقة الغذائية. تعتبر الوجبة القائمة على الجمبري أيضًا مصدرًا مهمًا للكوليسترول، حيث تتراوح من 122 إلى 251 ملغ لكل 100 غرام من الجمبري، اعتمادًا على طريقة التحضير. ومع ذلك، يُعتبر استهلاك الجمبري صحيًا لجهاز الدوران لأن انخفاض مستويات الدهون المشبعة في الجمبري يعني أن ارتفاع نسبة الكوليسترول فيه يحسن في الواقع نسبة الكوليسترول الضار (LDL) إلى الكوليسترول النافع (HDL) ويقلل من الدهون الثلاثية.
يحتوي الجمبري على مستويات عالية من أوميغا-3 (مفيدة بشكل عام) ومنخفضة في مستويات الزئبق (سامة بشكل عام)، حيث أظهرت دراسة لإدارة الغذاء والدواء الأمريكية (FDA) في عام 2010 مستوى 0.001 جزء في المليون، مع تحليل ميثيل الزئبق فقط.

## التحضير
يتضمن تحضير الجمبري للاستهلاك عادةً إزالة الرأس، القشرة، الذيل، و"الوريد الرملي". هناك استثناء ملحوظ وهو طبق الجمبري السكران، الذي يستخدم الجمبري الطازج وغالبًا ما يتم تناوله حيًا، ولكن يتم غمره في الإيثانول لتسهيل تناوله.
لإزالة قشرة الجمبري، يتم الإمساك بالذيل بينما يتم إزالة القشرة برفق حول الجسم. يمكن فصل الذيل تمامًا في هذه المرحلة، أو تركه متصلًا لأغراض التقديم.

على الرغم من أن الرأس والقشرة يتم إزالتهما عادةً قبل الاستهلاك، إلا أنهما صالحان للأكل عند طهيهما.
تُعرف إزالة "الوريد الرملي" (وهو مصطلح مهذب يشير إلى الجهاز الهضمي) باسم "إزالة العروق". يمكن إزالة الوريد الرملي عن طريق عمل شق ضحل طولي على طول المنحنى الخارجي لجسم الجمبري، مما يسمح بإزالة الجهاز الهضمي الشبيه بالشريط باستخدام أداة مدببة. تُستخدم أحيانًا أدوات خاصة لإزالة العروق، ولكن يمكن أيضًا استخدام السكاكين، الأسياخ، وحتى أعواد الأسنان لهذا الغرض. بدلاً من ذلك، إذا تم فصل الذيل، يمكن قرص الوريد من طرف الذيل وسحبه بالكامل باستخدام الأصابع. في الجمبري الكبير، يتم عادةً إزالة "وريد الدم" (وهو مصطلح مهذب يشير إلى الحبل العصبي البطني) على طول المنحنى الداخلي لجسم الجمبري أيضًا. ثم يتم شطف الجمبري تحت الماء الجاري البارد. إزالة الوريد ليست ضرورية، حيث إنه ليس سامًا وعديم الطعم إلى حد كبير. ومع ذلك، فإن إزالة العروق تغير الطعم قليلاً وتجعله أكثر تناسقًا.كما أن الجمبري يستهلك أحيانًا كميات صغيرة من الرمل، وبالتالي قد يكون الوريد رمليًا.
الجمبري والروبيان مكونات متعددة الاستخدامات. تشمل طرق التحضير الشائعة الخبز، السلق، القلي، الشوي والشواء. إنها حساسة مثل البيض فيما يتعلق بوقت الطهي. عند طهيها أكثر من اللازم، تصبح ذات قوام قوي ومطاطي.

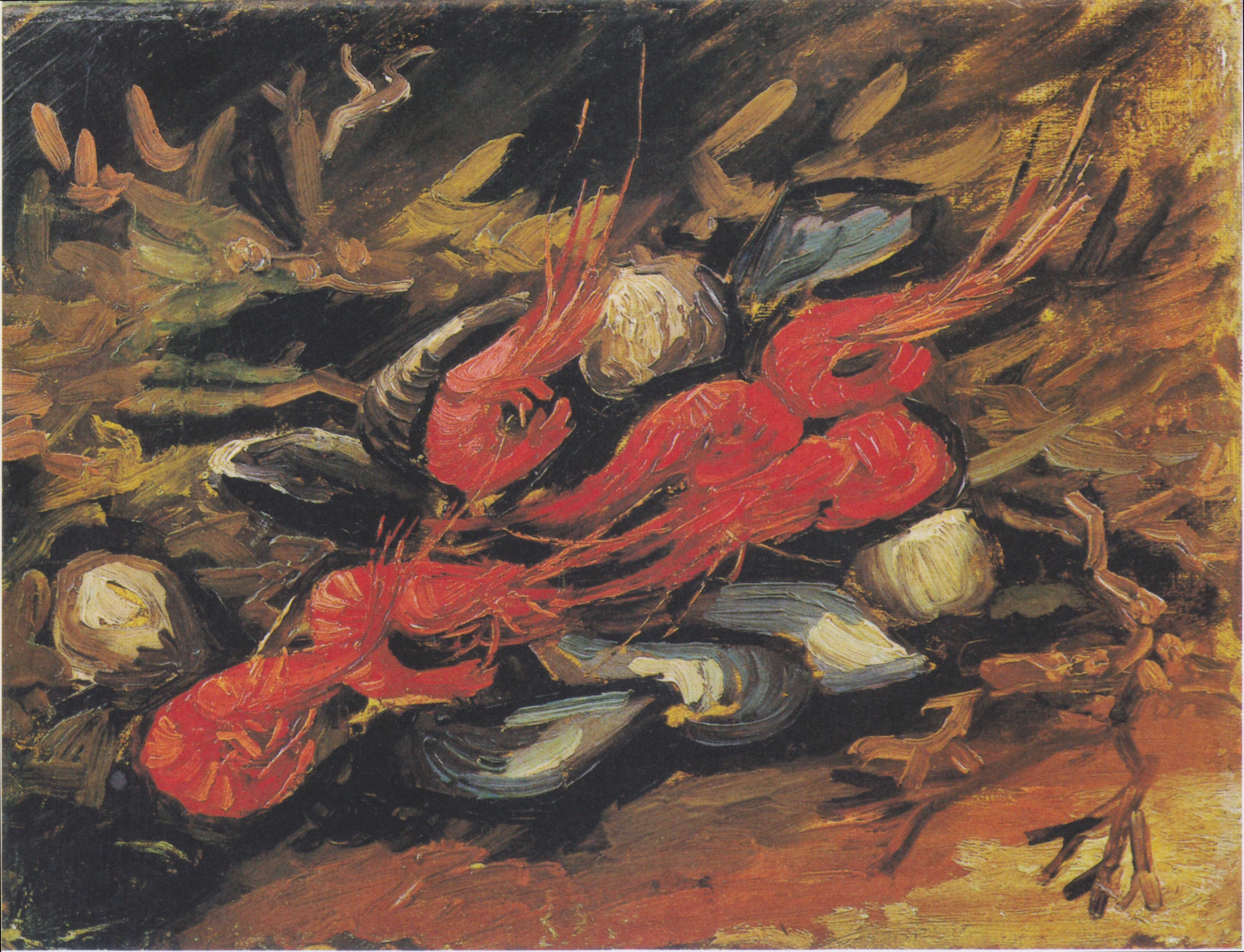
المحار والجمبري، فان جوخ 1886

تشكل وصفات استخدام الجمبري جزءًا من المطبخ في العديد من الثقافات. بشكل صارم، يجب أن تُصنع الأطباق التي تحتوي على سكامبي من جراد البحر النرويجي، وهو قشري يشبه الجمبري ولكنه أكثر ارتباطًا بجراد البحر من الجمبري. غالبًا ما يُطلق على السكامبي اسم "روبيان خليج دبلن"، وفي بعض الأماكن من الشائع استخدام أنواع أخرى من الروبيان بدلاً منه.
يُستخدم الجمبري الطازج عادةً كنكهة وكقاعدة للحساء في المطابخ الآسيوية بينما الجمبري المقلي شائع في أمريكا الشمالية. في أوروبا، الجمبري شائع جدًا، حيث يشكل مكونًا أساسيًا في الأطباق الإسبانية مثل باييا دي ماريسكو، والإيطالية مثل كاشوتشو، والبرتغالية مثل كالديرادا والعديد من الأطباق البحرية الأخرى. يعتبر كاري الجمبري شائعًا جدًا في جنوب آسيا وجنوب شرق آسيا. كما يوجد الجمبري في الأطباق اللاتينية والكاريبية مثل إنشيلادا وجمبري جوز الهند. تشمل الوصفات الأخرى جامبالايا، أوكونومياكي، بون تشوي وباغونغ. كما يتم تناول الجمبري كسلطة، عن طريق القلي، مع الأرز، وكطبق جمبري غوفيك (طبق يُخبز في وعاء فخاري) على السواحل الغربية والجنوبية لتركيا. في موضوع السوشي الياباني، تم تقدير الجمبري منذ فترة طويلة على أنه "ملك السوشي-دان"، حيث يمكن أن يكون تركيبه إما نيئًا أو مطبوخًا، وغالبًا ما يُعتبر تحضيره الأخير خيارًا جيدًا للمبتدئين في تناول السوشي، خاصة الأطباق التي تتضمن الأسماك النيئة.
يمكن أيضًا تخمير الجمبري إلى معجون الجمبري في جنوب شرق آسيا والصين.

## التسويق
يتم تسويق الجمبري وتجارته مع مراعاة عدة قضايا. يتم بيع معظم الجمبري مجمدًا ويتم تسويقه بناءً على تصنيفه من حيث العرض، الدرجة، اللون والتوحيد.

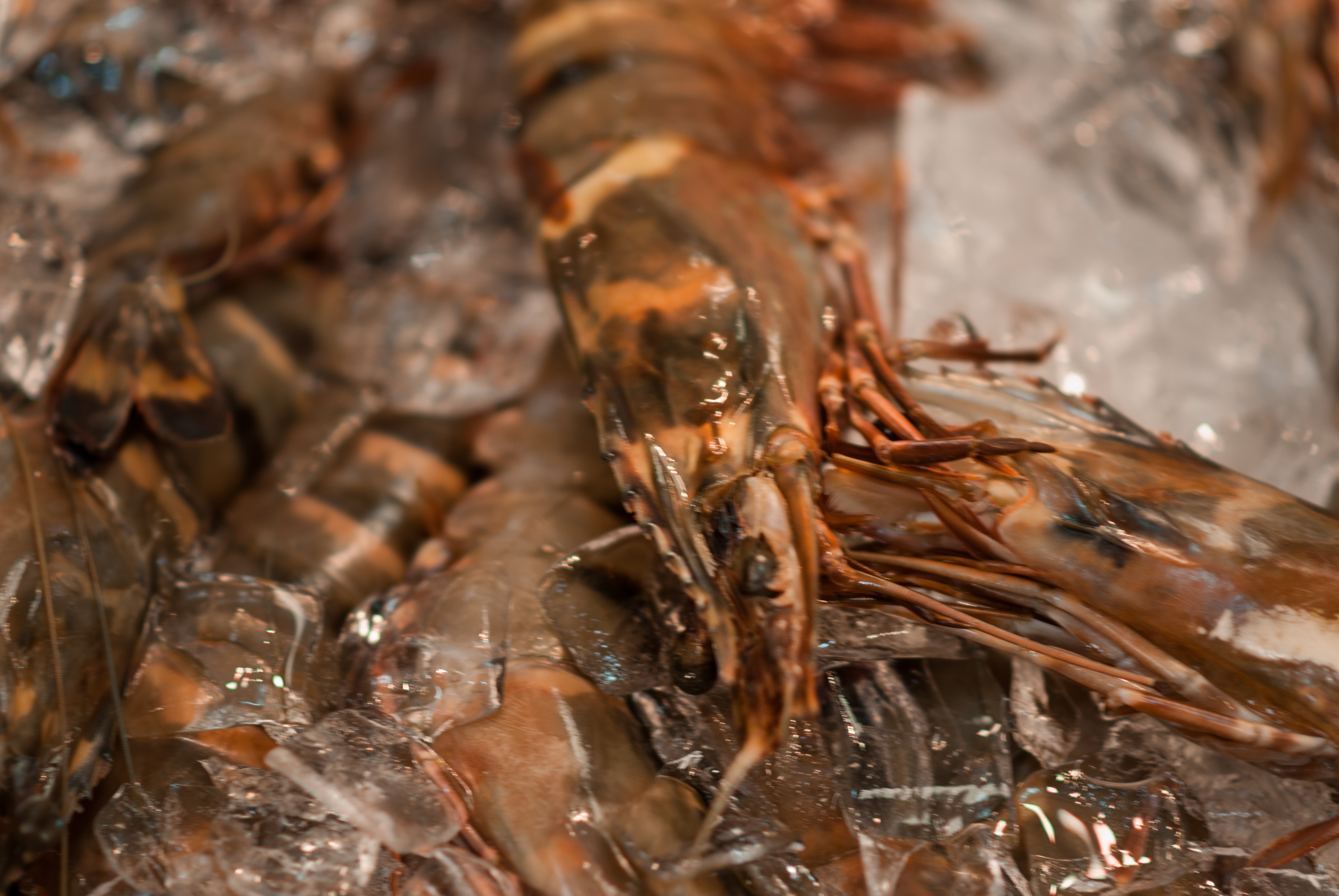
جمبري مبرد بالثلج في السوق
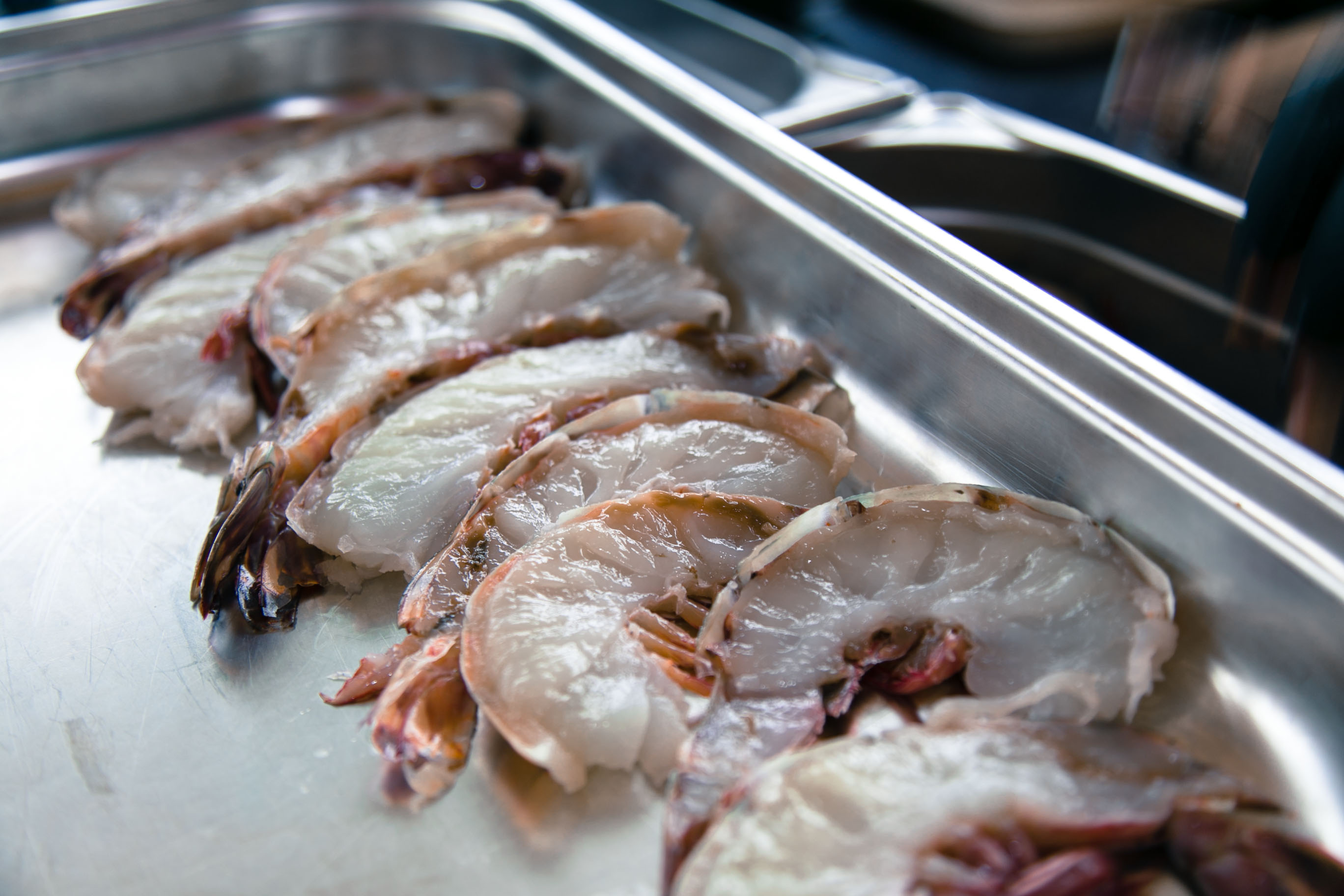
جمبري نيء مقطع
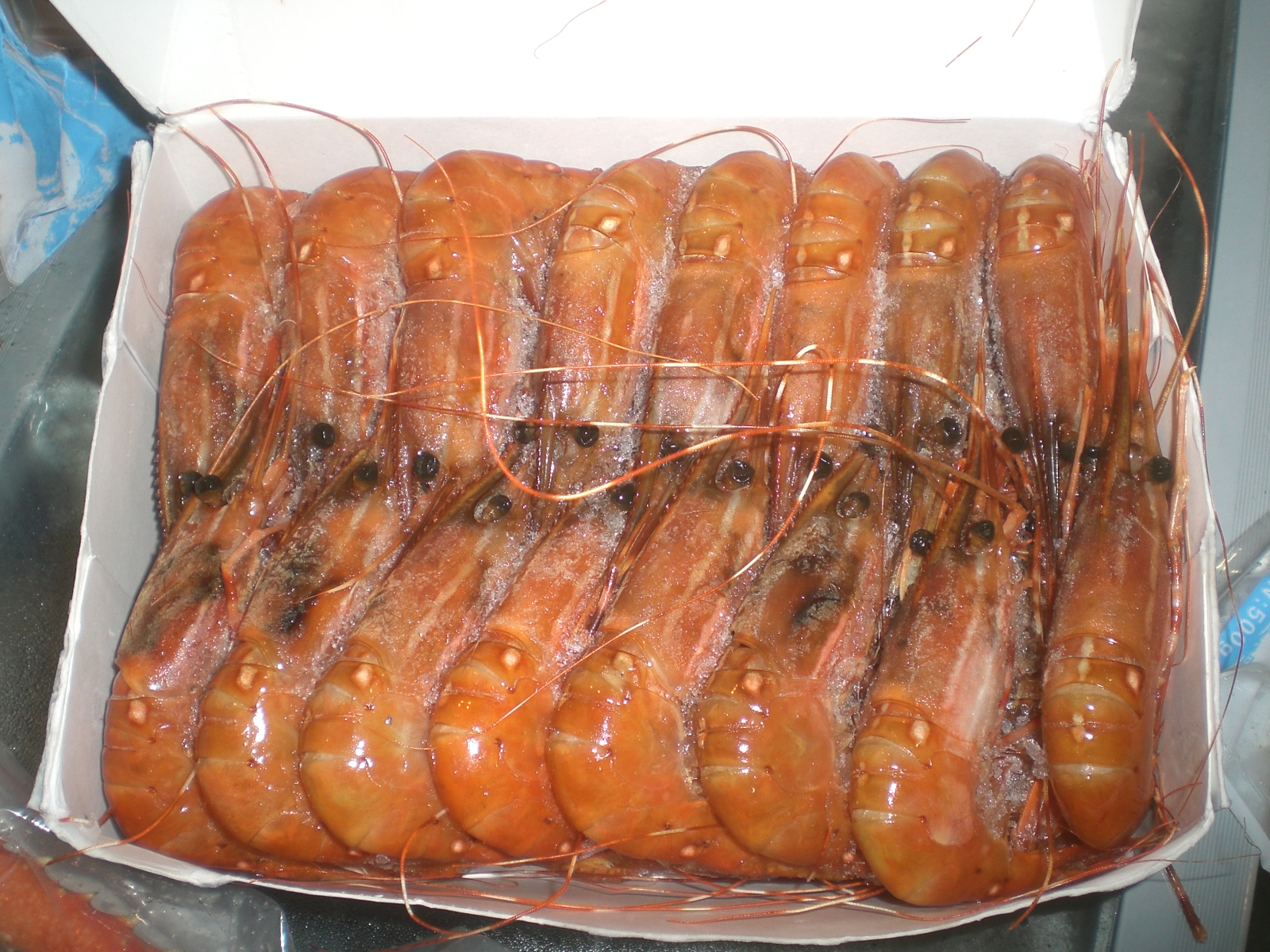
جمبري مجمد

## أطباق الروبيان
يتم تحضير العديد من الأطباق المختلفة باستخدام الجمبري كمكون رئيسي. "إيبيكو" (Ebiko)، أو بيض الجمبري، يُترجم أحيانًا على أنه "رقائق الجمبري"، ويُستخدم كمكون في تحضير السوشي. يوجد أيضًا جمبري البوبكورن، جمبري بالثوم والزبدة، وجمبري صغير مغطى بفتات الخبز أو مغموس في العجين ومقلي.

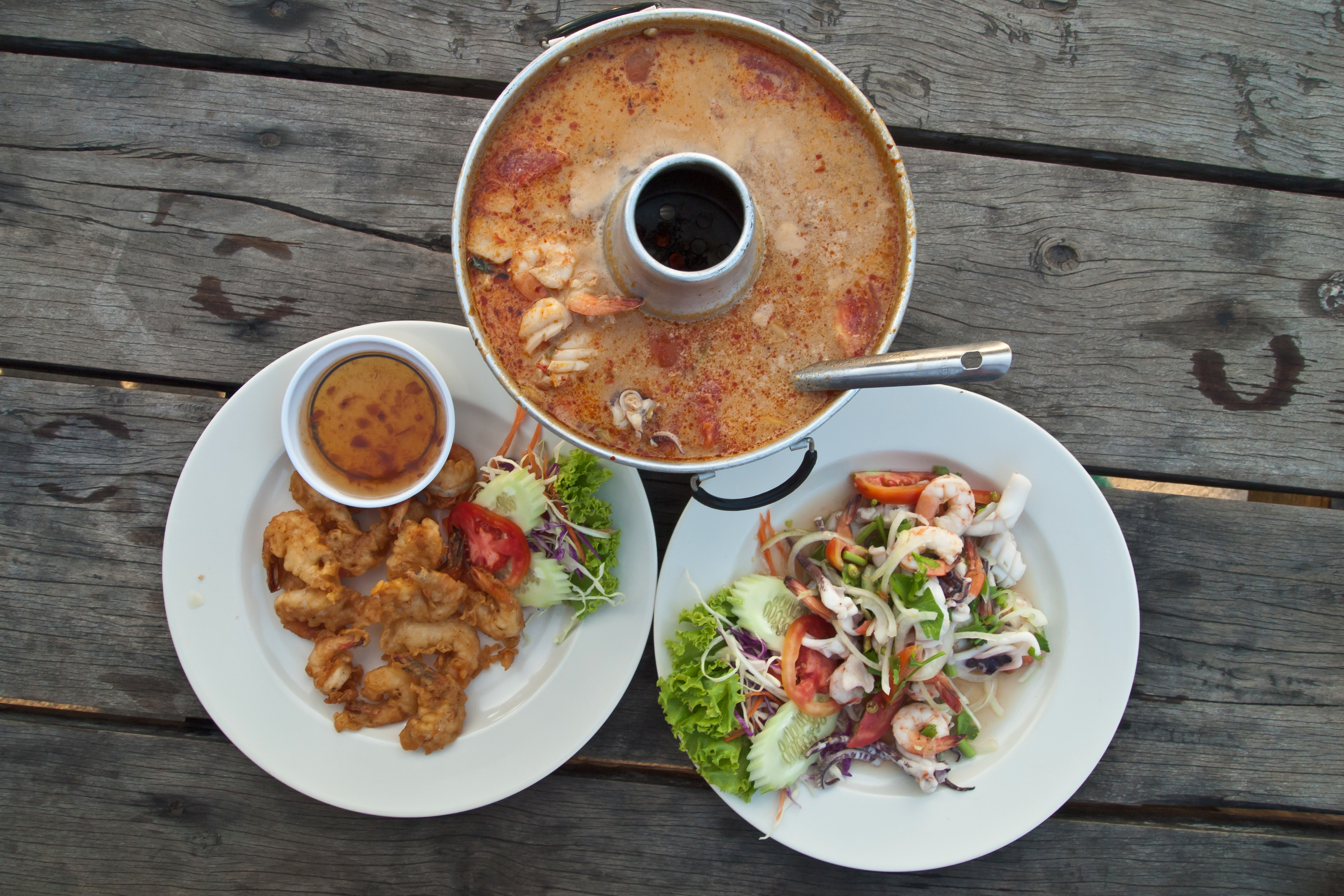
مجموعة المأكولات البحرية التايلاندية، حساء الجمبري، سلطة الجمبري والجمبري المقلي
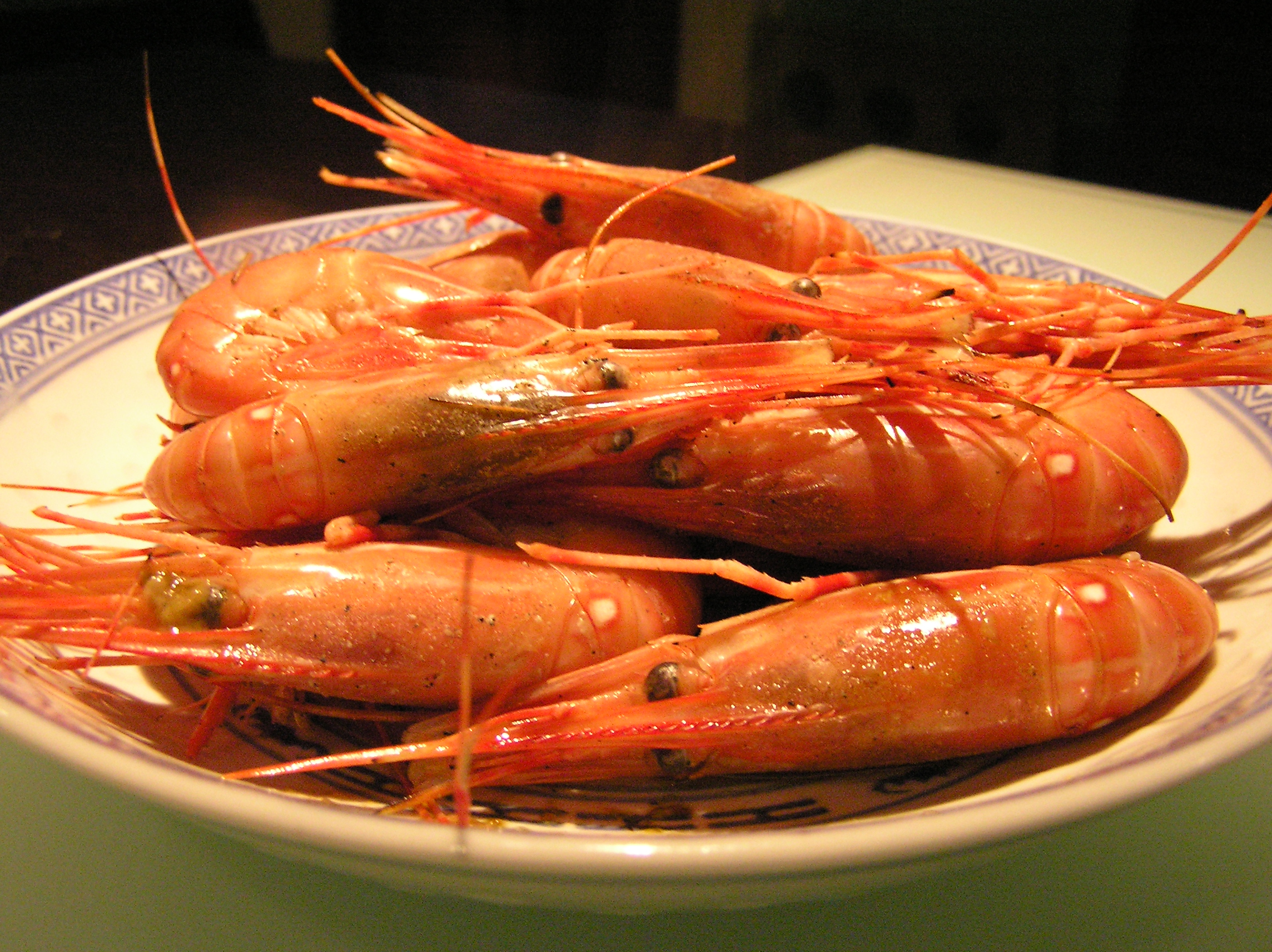
الجمبري السكران
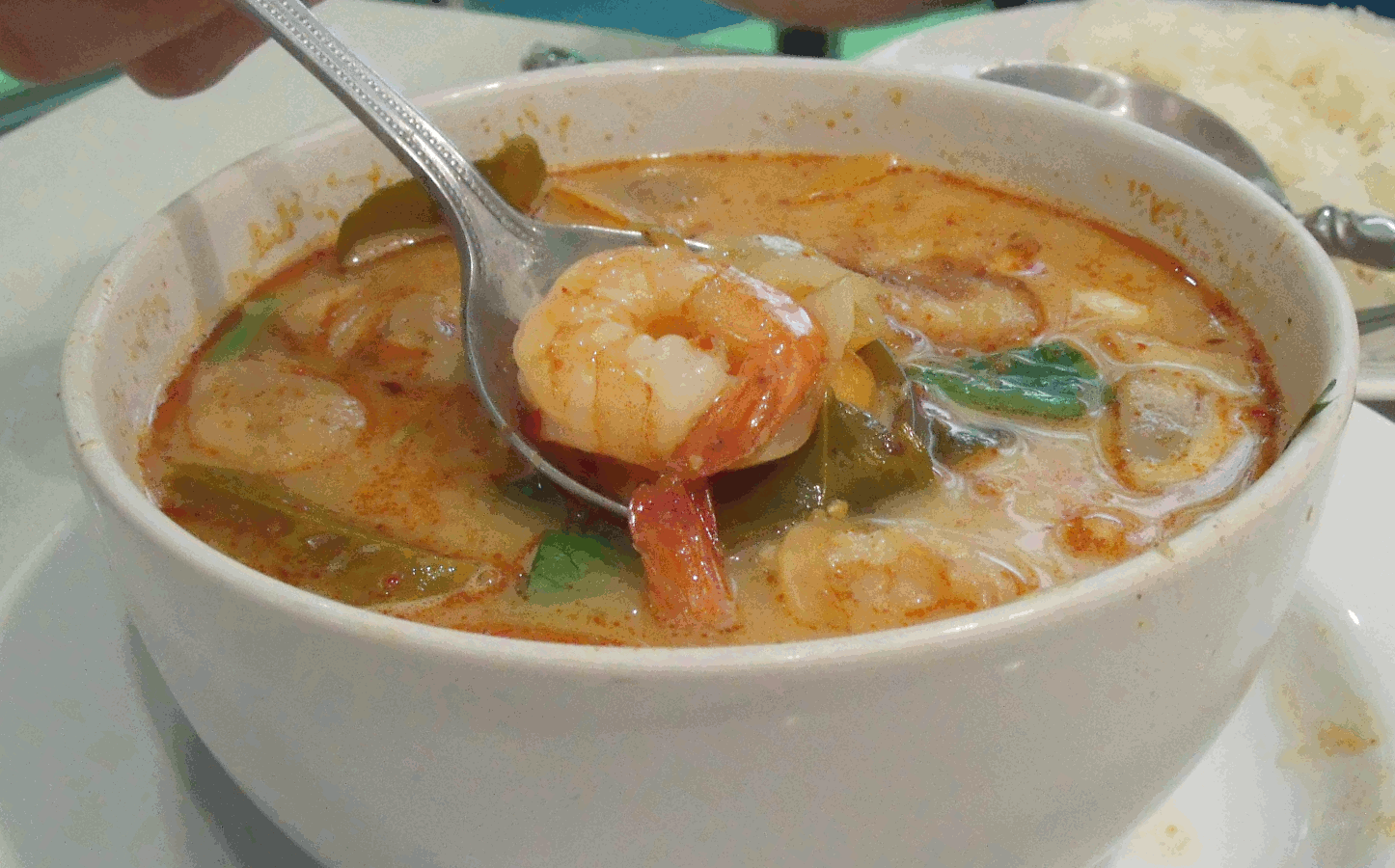
توم يام غونغ (Tom yum goong)، حساء الروبيان التايلاندي
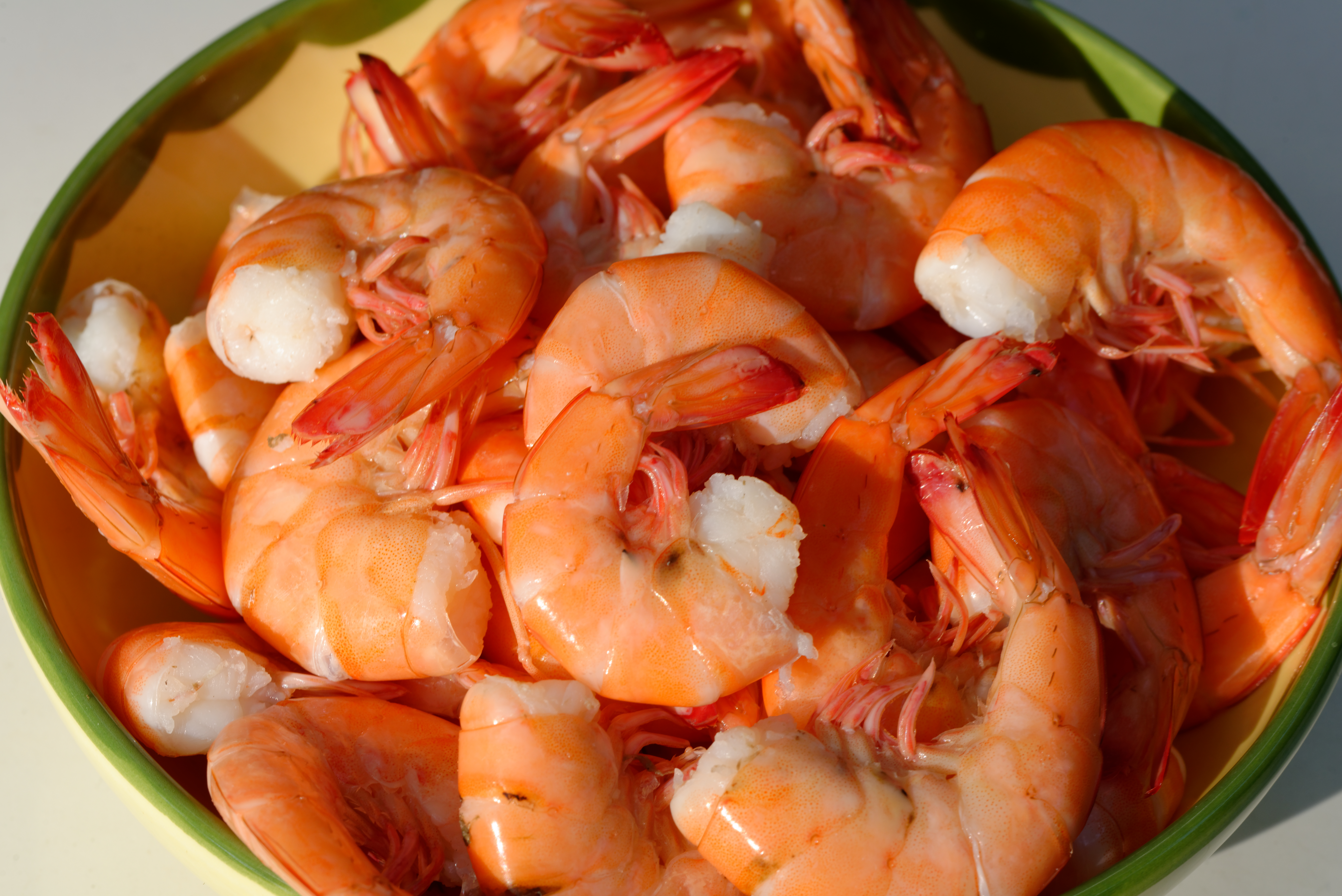
وعاء من الجمبري المسلوق
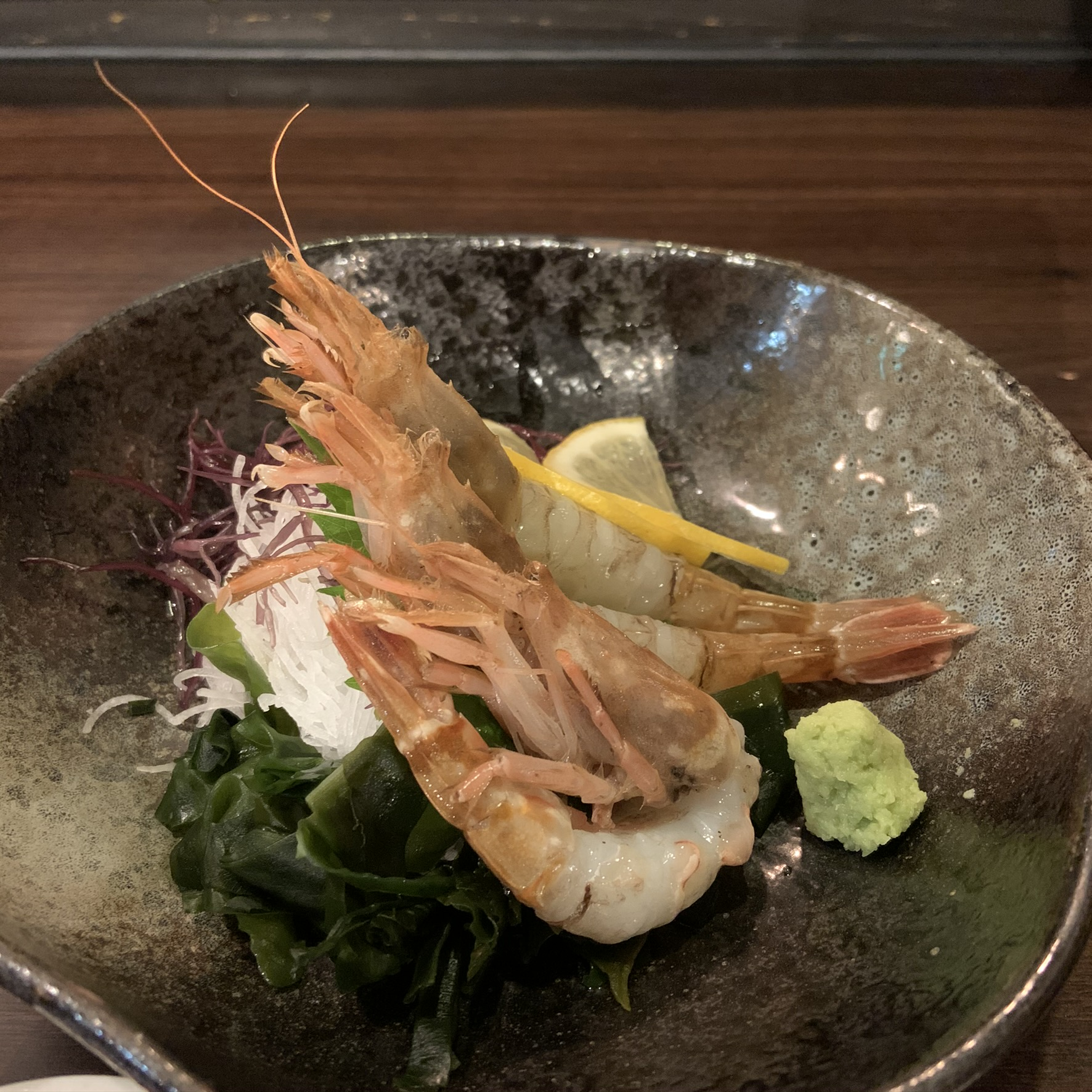
الساشيمي

## الاحتيال

### التلاعب بحقن الجيل
هناك مخاوف متزايدة بشأن احتيال الطعام في منطقة آسيا والمحيط الهادئ حيث يتم حقن الجمبري والروبيان بمواد هلامية غير صالحة للأكل لزيادة وزنها وجاذبيتها البصرية.
في عام 2022، صادرت كمبوديا 7 أطنان من الجمبري الذي تم حقنه بجيل كربوكسي ميثيل السليلوز (CMC). يمكن استخدام 3 غرامات من CMC لصنع 50 كيلوغرامًا من الجيل، والذي يمكن استخدامه لطن واحد من الجمبري.

### الاختبارات المعملية
لمكافحة احتيال الطعام، تقدم المعهد الوطني للمعايير والتقنية (NIST) مواد مرجعية قياسية: الجمبري البري (RM 8258) والجمبري المستزرع (RM 8259) للاختبار.